# Indukční perioda

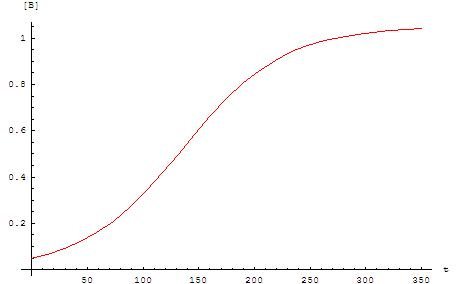
Sigmoidní křivka pro autokatalytickou reakci; při hodnotách t mezi 0 a 50 probíhá reakce pomalu, následně se ale urychluje, dokud nejsou spotřebovány téměř všechny reaktanty, poté se rychlost reakce rychle snižuje.

Indukční perioda je označení pro pomalu probíhající začátek chemické reakce, po níž reakce probíhá rychleji. Přehlédnutí indukční periody může způsobit překotnou reakci.
U některých reakcí je nutný prekatalyzátor, který se postupně přeměňuje na aktivní katalyzátor. K této přeměně je potřeba určitý čas, například u Wilkinsonova katalyzátoru se nejprve musí odštěpit jeden trifenylfosfinový ligand, aby vznikl koordinačně nenasycený 14elektronový komplex, který se účastní katalýzy:

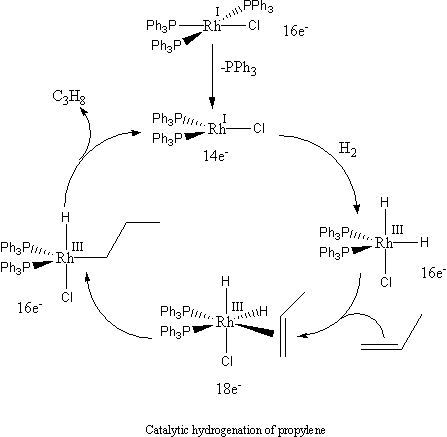
Aktivace Wilkinsonova katalyzátoru

U autokatalytických reakcí, kde je některý z produktů zároveň katalyzátorem, je průběh nejprve pomalý, dokud se nevytvoří dostatečné množství katalyzujícího produktu.
Při zvýšení teploty obvykle reakce probíhají rychleji. Exotermní reakce bývají často ze začátku pomalé. S postupem reakce se uvolňuje teplo a reakce se zrychluje.
Indukční periody mají také reakce vytvářející Grignardova činidla; nejprve je třeba odstranit tenkou vrstvu oxidu vytvořenou na povrchu hořčíku a také se Grignardovy reakce, které jsou exotermní, provádějí obvykle za nízkých teplot, kdy se dosahuje lepší selektivity; Grignardovy reakce tak mívají dlouhé indukční periody, po kterých se prudce zrychlí, což může vést až k odpaření rozpouštědla.